# Pavel Vezhinov
Pavel Vezhinov (tiếng Bulgaria: Павел Вежинов) (9 tháng 11 năm 1914 - 2 tháng 12 năm 1983), tên khai sinh là Nikola Delchev Gugov (tiếng Bulgaria: Никола Делчев Гугов), là một nhà văn khoa học giả tưởng người Bulgaria. Trong các sách của ông được dịch sang tiếng Việt, tên của ông được phiên âm thành Pavel / Paven Veginov, P. Veginov, Pa-ven Vê-gi-nốp / Paven Vêginốp.
Ông là một trong những tác giả khoa học giả tưởng đầu tiên của Bulgaria và đã cho xuất bản nhiều cuốn sách, bài báo cùng kịch bản phim. Tác phẩm nổi tiếng nhất của ông là tiểu thuyết Barie / Ba-ri-e (tiếng Bulgaria: Бариерата, 1976) được viết sau cái chết của người vợ đầu tiên của ông. Các tác phẩm đáng chú ý khác của ông gồm có Những con ngựa trắng trong đêm và kịch bản bộ phim năm 1971, Ba người lính dự bị (tiếng Bulgaria: Тримата от запаса).

## Các tác phẩm được dịch qua tiếng Việt
- Những dấu vết còn lại (1954)

– Dương Linh dịch từ tiếng Pháp, Nhà xuất bản Kim Đồng, 1974, tái bản nhiều lần)
- Barie (1976)

– Đỗ Hồng Chung dịch từ tiếng Nga, Nhà xuất bản Lao động, 1983, tái bản nhiều lần)
- Cậu bé mơ mộng (1976)

– Đỗ Hồng Chung dịch từ tiếng Nga, Nhà xuất bản Tác phẩm Mới, 1986
- Những con ngựa trắng trong đêm (1976)

– Thanh Mai dịch, Nhà xuất bản Văn Học, 1987
- Con thằn lằn trắng (1977)

– Phan Bích Hà dịch, Nhà xuất bản Văn nghệ TP.HCM, 1987